# 유럽 고속도로 371호선

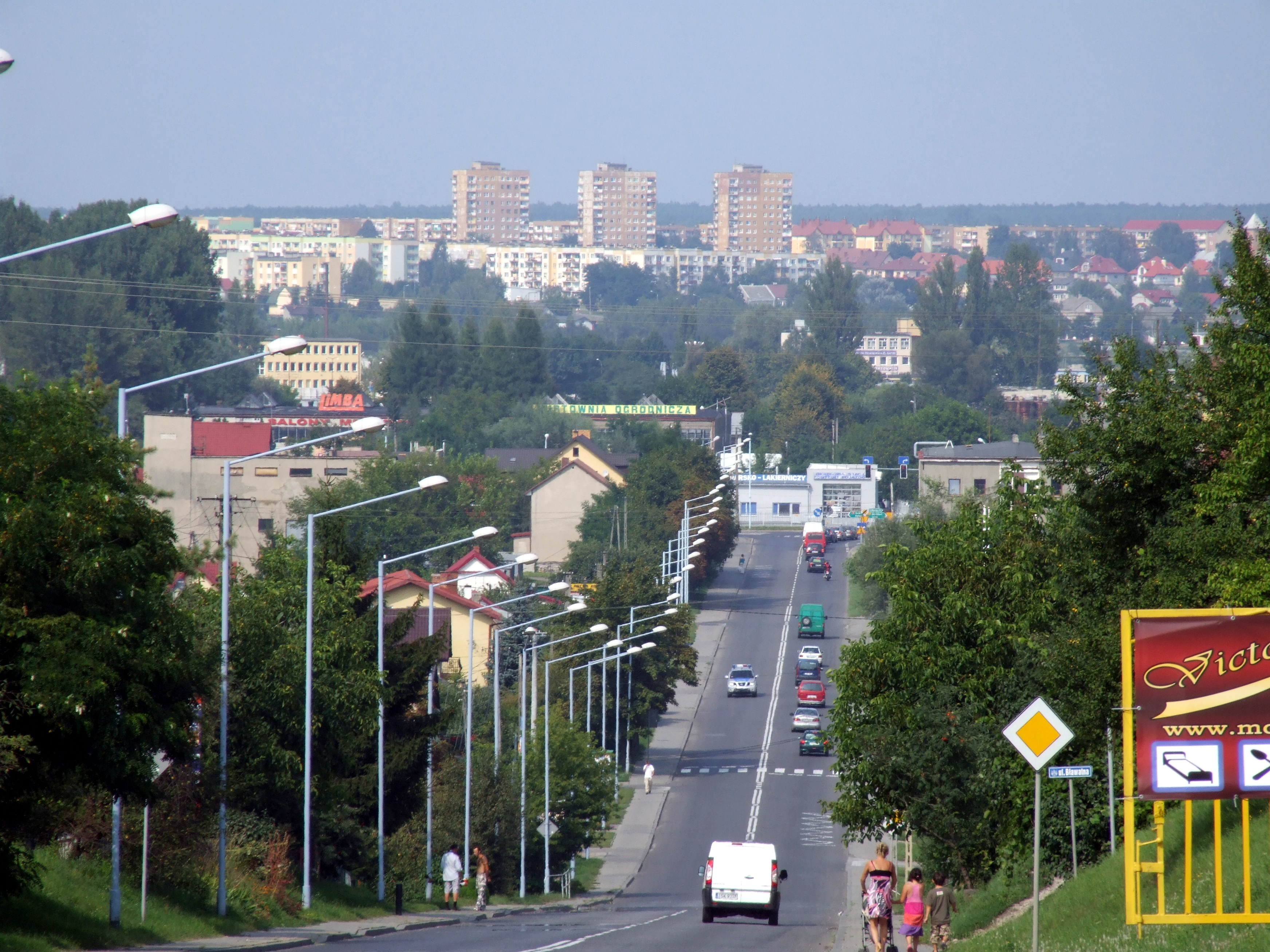
오스트로비에츠시비엥토크시스키를 관통하고 있는 유럽 고속도로 371호선의 실제 모습

유럽 고속도로 371호선(European Route E371)은 폴란드의 라돔에서 슬로바키아의 프레쇼우까지 이르는 B-클래스급 고속도로로, 총 연장은 358 km이다. 주요 경유지로는 오스트로비에츠시비엥토크시스키, 타르노브제크, 제슈프, 비슈니코마르니크, 스비드니크, 기랄토브스, 프레쇼우 등을 위주로 관통하고 있으며, 주요 경유 국가로는 폴란드와 슬로바키아이다.